# USS Florida (BB-30)

Схематичне зображення лінкора «Флорида»

«Флорида» (BB-30) (англ. USS Florida (BB-30) — американський лінійний корабель (дредноут), головний у своєму типі та п'ятий корабель військово-морських сил США, названий на честь штату Флорида.
«Флорида» був закладений 8 березня 1909 року на верфі компанії New York Naval Shipyard у Нью-Йорку. 12 травня 1910 року він був спущений на воду, а 15 вересня 1911 року увійшов до складу ВМС США. Був відряджений до мексиканських берегів, де разом з однотипним лінкором «Юта» брали участь у окупації мексиканського порту Веракрус. Після вступу США у Першу світову війну включений до складу 9-ї дивізії лінкорів, здійснив перехід до Скапа-Флоу, де посилив британський Гранд-Фліт.

## Історія служби
Після введення до строю наступні кілька місяців дредноут «Флорида» провів у тренувальних походах по Карибському морю та біля берегів штату Мен, після чого увійшов до Атлантичного флоту. 29 березня 1912 року лінкор став флагманом 1-ї дивізії лінкорів. Протягом наступних двох років корабель брав участь у навчаннях мирного часу зі своєю дивізією та ескадрою та з усім Атлантичним флотом.
На початку 1914 року під час Мексиканської революції США втрутились у перебіг подій у сусідній країні та окупували Веракрус. «Флорида» та однотипний лінкор «Юта» стали першими великими кораблями американських ВМС, які 16 лютого прибули у Веракрус. Ці два кораблі і допоміжне судно «Прерія» висадили контингент у понад тисячу морських піхотинців та матросів, щоб 21 квітня розпочати окупацію міста. Протягом наступних трьох днів морська піхота билася в місті з мексиканськими захисниками і зазнала у цих сутичках 94 жертви (19 загиблих), водночас в результаті агресії американців загинули сотні мексиканців. 25 чоловіків з екіпажу «Флориди» були нагороджені найвищою нагородою США — Медаллю Пошани — за свої дії під час бойових дій. У липні «Флорида» вийшов із мексиканських вод, а в жовтні його перенаправили до 2-ї дивізії лінкорів.
6 квітня 1917 року США оголосили війну Німецькій імперії. «Флорида» брав участь у навчаннях з бойової підготовки у 1917 році, перш ніж перейти через Атлантику з 9-ю дивізією лінкорів. 25 листопада дивізія, до складу якої входили «Флорида», «Нью-Йорк», «Вайомінг» та «Делавер», вийшла від берегів США у європейські води для посилення Великого флоту Великої Британії в Північному морі. Після прибуття в Скапа-Флоу 9-та дивізія лінкорів стала 6-ю бойовою ескадрою Великого флоту.

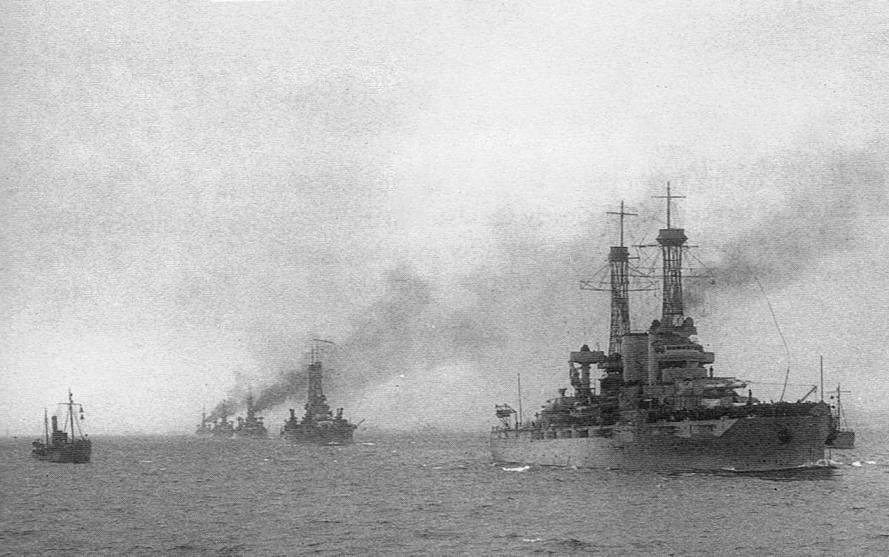
Американська 9-та дивізія лінкорів проходить поблизу шотландського міста Росайт на шляху до Скапа-Флоу. 1918

6 лютого 1918 року 6-та бойова ескадра та вісім британських есмінців супроводжували конвой торгових кораблів до Норвегії. 10 лютого ескадра повернулась у Скапа-Флоу.
20 листопада «Флорида» та решта Великого флоту зустрілися з німецьким Флотом відкритого моря, який потім був інтернований у Скапа-Флоу після перемир'я з Німеччиною. Незабаром після цього «Флориду» був замінений нещодавно введеним в експлуатацію лінкором «Невада».
12 грудня лінкор «Флорида» увійшов до ескорту пасажирського лайнера «Джордж Вашингтон», на якому Президент США Вудро Вільсон здійснив плавання до Франції для участі в мирних переговорах. 13 грудня кораблі прибули до Бреста, після чого «Флорида» повернувся до США.
У післявоєнний час «Флорида» залишалася на озброєнні протягом декількох років. З 1 квітня 1925 до 1 листопада 1926 року лінкор пройшов повну модернізацію. За умовами Лондонського морського договору 1930 року, який скоротив бойовий склад флотів країн, що підписали Конвенцію, лінійний корабель підлягав утилізації. 16 лютого 1931 року «Флориду» відповідно вивели з експлуатації. Наприкінці того ж року корабель був розібраний на брухт у Філадельфії.